# Islotes Noroeste
Los islotes Noroeste (en inglés: North West Islands) se localizan al norte de la bahía de Ruiz Puente, en la costa este del estrecho de San Carlos, entre las islas Gran Malvina y Soledad, y forman parte del archipiélago de las Malvinas, que según la Organización de las Naciones Unidas (ONU), está en litigio de soberanía entre el Reino Unido, quien la administra como parte del territorio británico de ultramar de las Malvinas, y la Argentina, quien reclama su devolución, y la integra en el departamento Islas del Atlántico Sur de la provincia de Tierra del Fuego, Antártida e Islas del Atlántico Sur.
Estos islotes se encuentran al oeste de la punta Federal y del cerro Campito.  El conjunto está formado por dos islas pequeñas, un islote y varias rocas cercanas que se despiden en varias direcciones.
El extremo occidental de este accidente geográfico es uno de los puntos que determinan las líneas de base de la República Argentina, a partir de las cuales se miden los espacios marítimos que rodean al archipiélago.